# Suburban Knight

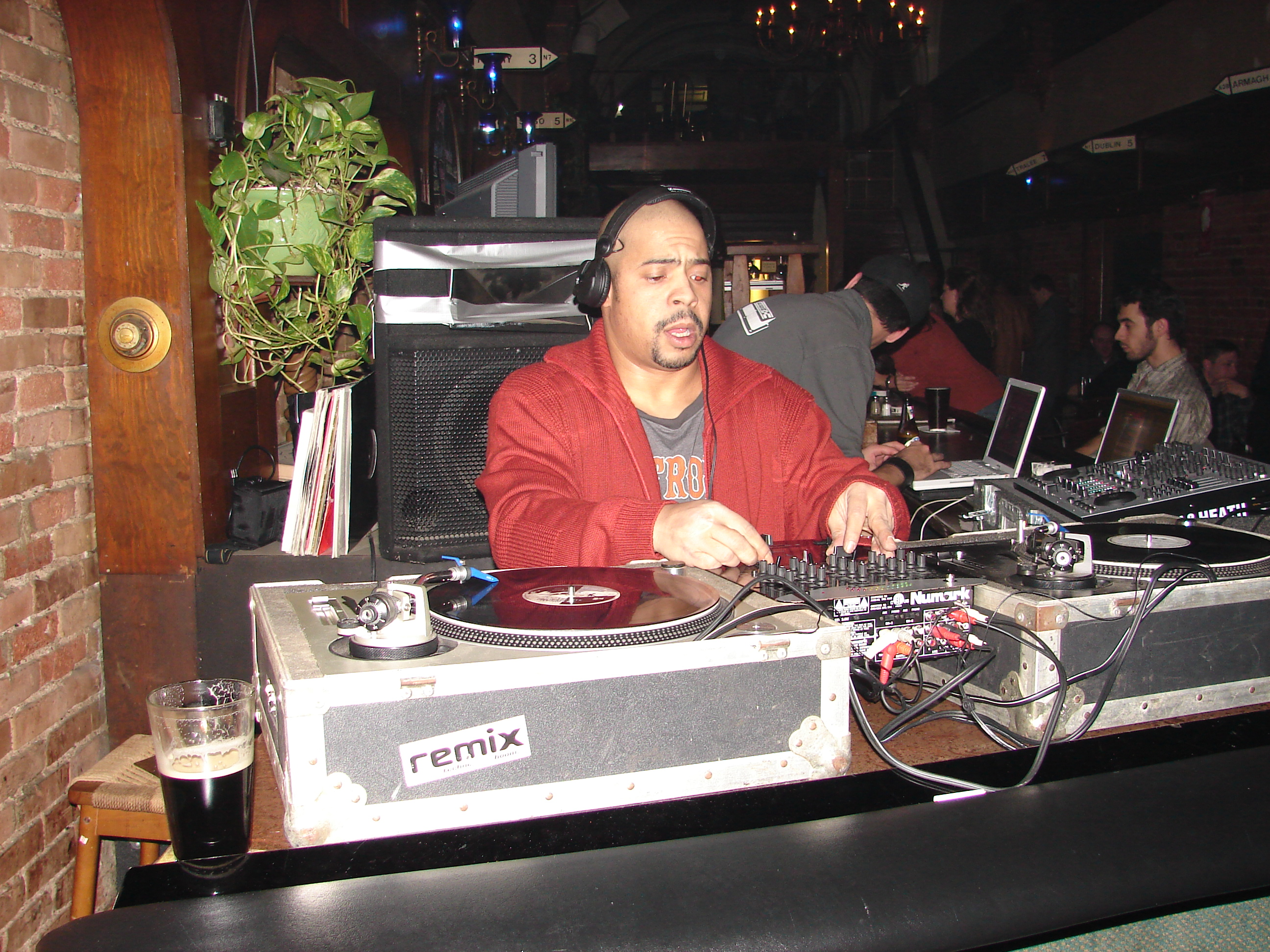
Suburban Knight, 2006

Suburban Knight (englisch für „Vorstadtritter“), eigentlich James Pennington (* 1965), ist ein US-amerikanischer Techno-Produzent und DJ aus Detroit.

## Leben
1987 wurde er durch seine Veröffentlichung auf dem Label Transmat Records bekannt. Labelbesitzer Derrick May nahm Pennington unter Vertrag. Fünf Jahre nach den sogenannten Belleville Three Juan Atkins, Kevin Saunderson, Derrick May machte Pennington 1982 seinen Abschluss an der Belleville High School. Er ist Co-Writer der Inner-City-Hits Big Fun und Good Life. Des Weiteren wurde mit seinem Techno-Track The Art of Stalking ein weiterer Meilenstein auf Transmat Records veröffentlicht.
Mit der sogenannten „Second Wave“ (Zweite Welle) von Techno-Musikern aus Detroit in den frühen 1990er Jahren wurde Pennington ein Mentor des Underground-Resistance-Kopfs Mike Banks. Auf UR erschienen seine Singles Nocturbulous Behavior and Dark Energy. Außerdem arbeitete er an einigen Tracks des Albums Interstellar Fugitives von Underground Resistance mit.
Auf seinem eigenen Label Dark Print veröffentlichte er Tech-hieroglyphics und unterstützt dort auch europäische Künstler wie GiGi Galaxy, The Sense, Locutus, DJ Tao, Punisher und Twonz.

## Pseudonyme
- Dark Energy
- Jit